# Fuminana metra
Fuminana metra är en insektsart som beskrevs av Freytag och Delong 1982. Fuminana metra ingår i släktet Fuminana och familjen dvärgstritar. Inga underarter finns listade i Catalogue of Life.